# Flaga Saint-Pierre i Miquelon
Flaga Saint-Pierre i Miquelon nie ma charakteru oficjalnego. Oficjalnym symbolem wysp jest flaga Francji.
Używana przez ludność Saint-Pierre i Miquelon flaga przedstawia złoty okręt unoszący się na falach morza. Jest to statek "Grande Hermine", na którym Jacques Cartier 15 czerwca 1536 r. odkrył wyspę Saint-Pierre. Po lewej stronie znajdują się małe flagi Baskonii, Bretanii (w dawniejszej wersji, obecnie zachowanej w godle tego regionu) i Normandii. Nawiązują one do głównych krain, z których przybyli dzisiejsi mieszkańcy wysp: Baskonii, Bretanii i Normandii.